# Huamúchil, Oaxaca
Huamúchil är en ort i Mexiko.   Den ligger i kommunen Santiago Huajolotitlán och delstaten Oaxaca, i den sydöstra delen av landet, 240 km sydost om huvudstaden Mexico City. Huamúchil ligger 1 671 meter över havet och antalet invånare är 143.
Terrängen runt Huamúchil är kuperad. Runt Huamúchil är det glesbefolkat, med 15 invånare per kvadratkilometer. Närmaste större samhälle är Ciudad de Huajuapan de León, 7,2 km väster om Huamúchil. I omgivningarna runt Huamúchil växer huvudsakligen savannskog.